# Hôtel de Masseran
L’hôtel de Masseran est un hôtel particulier construit par l'architecte Alexandre-Théodore Brongniart et situé au no 11, rue Masseran, dans le 7e arrondissement de Paris. 
Avec l'hôtel de Montesquiou, rue Monsieur, et la maison Brongniart, à l'angle du boulevard des Invalides et de la rue Oudinot, il constitue l'une des nombreuses constructions édifiées par l'architecte dans le quartier des Invalides à la fin du règne de Louis XVI.

## Histoire
L'hôtel a été édifié en 1787 pour Carlo Sebastiano Ferrero Fieschi (1760-1826), prince Masserano (en français : Fiesque de Masseran), qui lui a donné son nom. Grand d'Espagne, membre de l'illustre maison génoise des Fieschi, fils de Vittorio Filippo Ferrero Fieschi (1713-1777), prince Masserano, et de la princesse née Charlotte Louise de Rohan (1722-1786), fille du duc de Montbazon, il avait épousé en 1776 Adélaïde Augustine Joachime de Béthune-Chârost-Pologne (1756-1790 ; cf. Apremont), petite-fille du richissime financier Louis Antoine Crozat. Du côté maternel, le prince descendait de Charles-Emmanuel II de Savoie et était également cousin du roi Louis XVI.
L'architecte Brongniart, qui réside à deux pas dans la maison qu'il s'est fait construire sur le boulevard des Invalides et qui possède les terrains sur lesquels est édifié l'hôtel, suit le chantier pas à pas.
En 1836, l'hôtel est acquis par un banquier parisien d'origine belge Louis François-Xavier De Clercq. Ce dernier meurt en 1838. Sa femme, née Henriette Crombez-Lefebvre, réside rarement rue Masseran, préférant sa résidence d'Oignies. Son frère Louis Crombez possédait à la même époque l'hôtel voisin de Richepanse, au 3, rue Masseran. Un grand salon de style Louis XVI est créé dans la seconde moitié du XIXe siècle, dans un style si pur qu'on l'a longtemps considéré comme une création originale de Brongniart. Après la mort de Mme de Clercq en 1878, l'hôtel passe à sa fille, Berthe Aline Françoise Marie, comtesse de Boisgelin par son mariage avec Alexandre Marie de Boisgelin, puis à leur gendre, le comte Karl Jacques Marie Théodore Bonnin de La Bonninière de Beaumont (1852-1913), époux d’Henriette Marie Berthe de Boisgelin (1856-1925).
Arbitre des élégances et des mondanités pendant près d'un demi-siècle, leur fils aîné, le comte Étienne de Beaumont (1883-1956), ami de Cocteau, mécène des ballets russes de Serge de Diaghilev, de Braque et de Picasso, y donne des fêtes célèbres. En 1939, le comte et la comtesse Étienne de Beaumont, en leur hôtel particulier, organisent le bal « Louis XIV », faisant revivre tous les fastes de Versailles. L'hôtel inspire à Raymond Radiguet le décor de son célèbre roman, Le Bal du comte d'Orgel (1924). Avec sa femme, née Édith de Taisne (1876-1952), Étienne de Beaumont commandite des films et des ballets d’avant-garde, puis, après la Seconde Guerre mondiale, fonde l’« Association franco-américaine » qui finance de nombreuses expositions. Il loge Marie Laurencin dans un des pavillons de la cour. Il loue également au sculpteur américain Jo Davidson (1883-1952) le pavillon situé à l'angle de la rue Duroc.
Après la mort du comte de Beaumont, qui n'a pas d'enfant, l'hôtel est acquis par le baron Élie de Rothschild (1917-2007) et la baronne, née Liliane Fould-Springer (1916-2003). Ceux-ci y font remonter dans le salon dit « Boffrand » un ensemble de boiseries exécutées par les menuisiers Taupin, Le Goupil et Desgoulons entre 1720 et 1723 pour l'hôtel de la comtesse de Parabère, no 22 place Vendôme, qui appartenaient au baron Fould-Springer, père de la baronne Liliane.
Dans les années 1970, les Rothschild cèdent l'hôtel au président de la République de Côte d'Ivoire, Félix Houphouët-Boigny (1905-1993), qui en fait sa résidence parisienne jusqu'à sa mort. Toujours propriété de la République de Côte d'Ivoire, l'hôtel est laissé à l'abandon et se dégrade lentement. En 2008, la Côte d'Ivoire met en vente une centaine de pièces du mobilier pour financer les travaux de restauration : commodes estampillées Jean-François Oeben et Jean-Henri Riesener (provenant de la collection Charles Stein), paire de gaines en marqueterie d'écaille rouge d'époque Louis XIV attribuées à Gilles-Marie Oppenord, ensemble de sièges d'époque Louis XVI estampillés Jean-Baptiste Sené, provenant des collections du roi Louis-Philippe Ier au château d'Eu, paire de bas d'armoires d'après un modèle d'André-Charles Boulle, ayant appartenu à Jean-Baptiste Roslin Ier, baron d'Ivry, paire de pots pourris provenant de la collection du comte Anatole Demidoff, prince de San Donato, rafraîchissoirs en porcelaine dure de la Manufacture impériale de Saint-Pétersbourg ayant fait partie du service de la grande-duchesse Maria Pavlona, etc.
En 2023, l’hôtel particulier est mis en vente par l’État ivoirien au prix de 150 millions d’euros.

## Architecture
L'hôtel développe une surface de plancher de 3 000 m2 et comporte un parc de 1 590 m2.
La façade sur jardin, visible depuis le boulevard des Invalides, est rythmée de pilastres ornés de chapiteaux d'ordre corinthien.
L'hôtel avec son jardin fait l’objet d’un classement au titre des monuments historiques depuis le 13 août 1946.
L'hôtel a été gravé par Krafft.

## Sources
- « The Hôtel de Masseran Collection »